# Renault Scénic II
Le Renault Scénic II, commercialisé du 7 juin 2003 au 22 avril 2009, est la deuxième génération du monospace compact du constructeur français Renault. À la suite du succès de la première génération, le concept du monospace compact est largement repris et amélioré par les autres constructeurs automobiles si bien que le Scénic doit désormais faire face à la concurrence. L'Opel Zafira et le Citroën Xsara Picasso sont ainsi ses principaux rivaux.
Contrairement à la précédente génération, le Scénic II est décliné en deux versions : une version courte 5 places de 4,30 m et une version longue 7 places de 4,49 m.

## Design
Alors que, à la suite du succès du Renault Scénic I, la concurrence s'est largement accaparée le concept de monospace compact, il est désormais difficile pour Renault de renouveler voire innover dans ce segment. 
C'est dans ce contexte que sous la direction d'Anne Asensio, Renault lance le développement du projet J84, la seconde génération de Scénic. En septembre 2000, le design extérieur du nouveau véhicule est déterminé, sur un dessin du designer Vincent Pedretti. 
Le Scénic II adopte un profil plus dynamique, marqué par des lignes tendues, et dégage une impression de robustesse. La silhouette est moins ronde et monovolume que sur la première génération, avec une rupture nette entre le capot et la ligne de pare-brise.
Se démarquant sensiblement de la première génération, les traits anguleux suggèrent que le designer de Renault s'est inspiré de l'Espace. Adoptant par ailleurs la calandre et la lunette en corolle de la Mégane II (dont il partage 30 % des pièces de carrosserie), le style de cette Scénic s'éloigne fortement de l'aspect « bonhomme » de la précédente génération.
À l'intérieur, le design de la planche de bord est entièrement nouveau. Par ailleurs, alors que le Scénic I souffrait d'une finition qui laissait à désirer, en raison des cadences de production pour satisfaire les commandes nombreuses, la qualité des finitions et des matériaux de ce Scénic est en hausse.
Il a subi un léger restylage extérieur le 21 septembre 2006.

## Habitabilité et confort

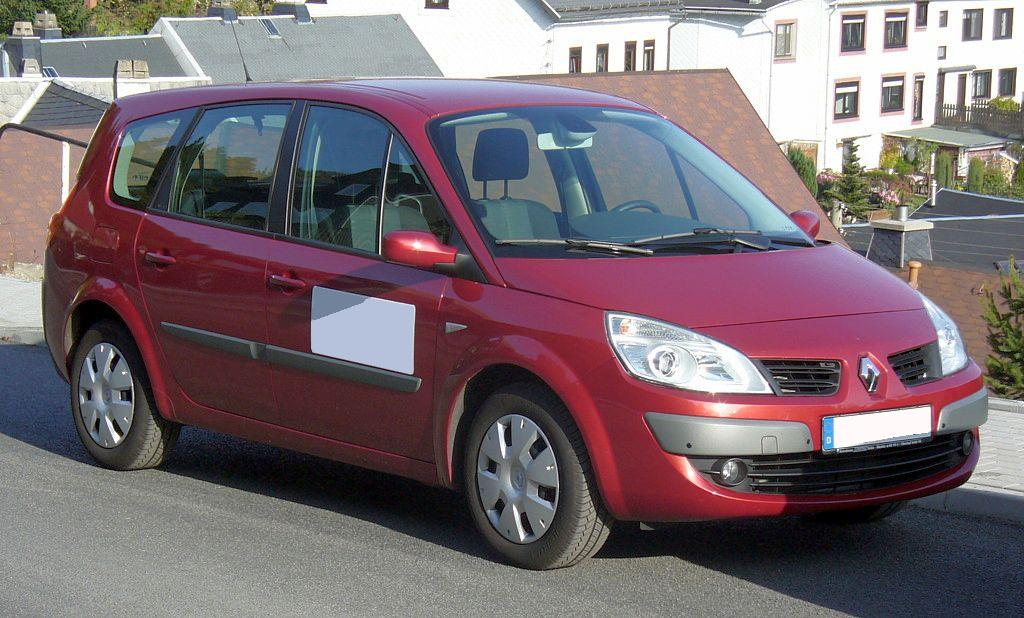
La Scénic version longue propose 5 à 7 places.

Le Renault Scénic II affiche des dimensions à peu près similaires à sa devancière. « À peine plus long, moins haut et beaucoup plus large », le Scénic II opte pour une silhouette plus dynamique tout en préservant l'habitabilité. Le Scénic II offre pour l'époque, dans sa catégorie, le meilleur espace aux jambes pour les passagers arrière. S'il est enfin moins haut de 5 cm, il dispose en réalité de 22 mm de plus de garde de toit.
En ce qui concerne le coffre, le Scénic II voit sa capacité s'accroître d'une vingtaine de litres, en 5 places, et du double, une fois les trois sièges arrière enlevés. Le volume du coffre est ainsi proche de celui du Citroën Xsara Picasso, mais en dessous du Volkswagen Touran, qui se démarque avec un volume de 695 à 1990 litres.
Une des particularités du nouveau Scénic est sa déclinaison, non plus uniquement en 5 places, mais en 7 places, pour 800 € de plus.

## Châssis, structure et comportement

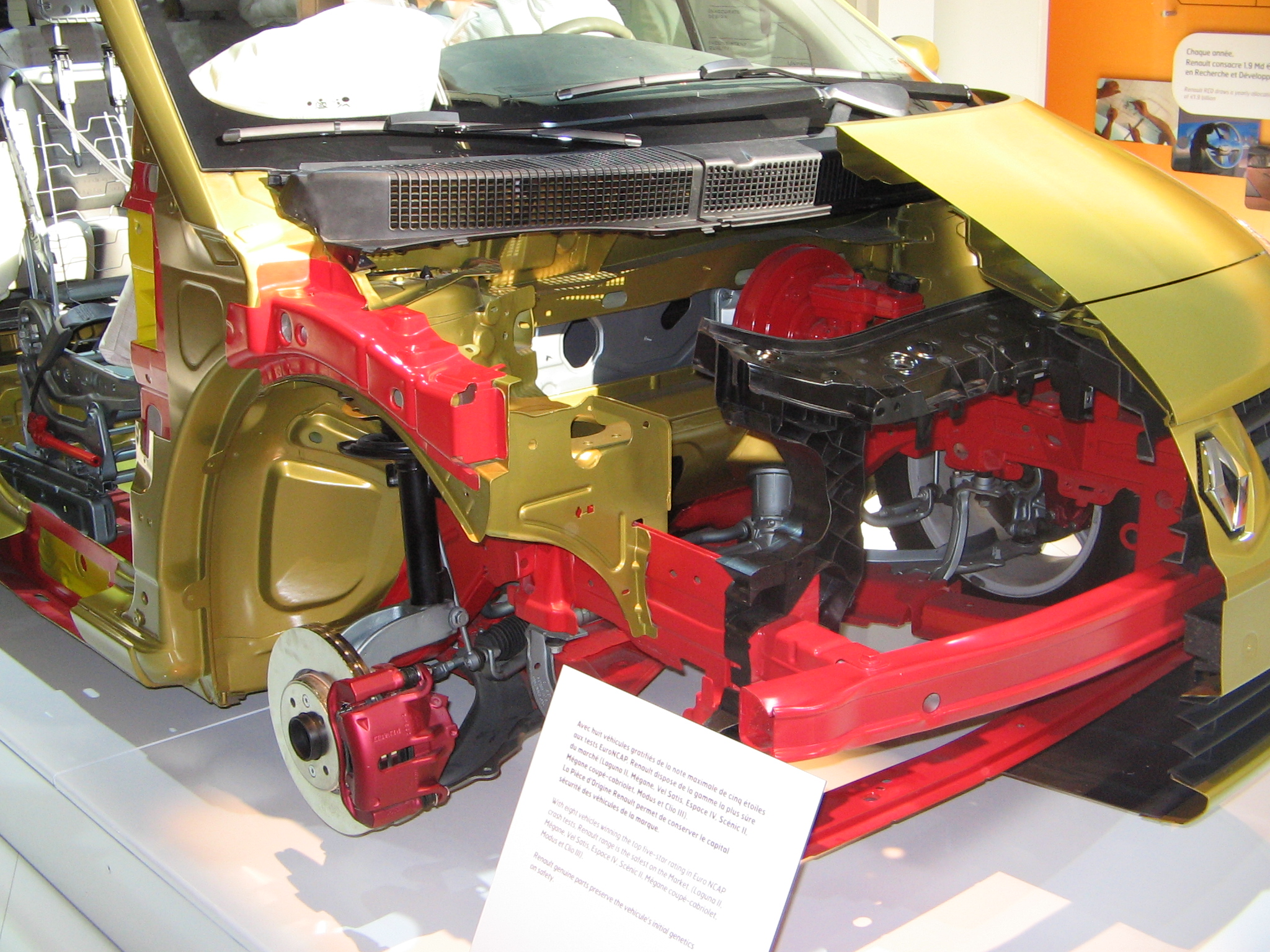
Structure avant d'une Renault Scénic II.

Reprenant les trains roulants de la Mégane, le Scénic offre un bon comportement routier grâce à des amortisseurs équilibrés entre fermeté et confort. En revanche, il est soumis à une légère prise de roulis dans des virages serrés.

## Moteurs et transmission

### Récapitulatif de la gamme
| Renault Scénic II (2003-09) |             |                     |               |                                                        |                     |                         |                              |                   |             |                     |                    |                      |                    |
| Dénomination commerciale    | Carrosserie | Dénomination moteur | Cylindrée cm³ | Alimentation                                           | Puissance Ch/tr.min | Couple moteur Nm/tr.min | Boite de vitesse/ N°rapports | Masse a vide (kg) | Vitesse max | Acceler. 0-100 km/h | Consom. (l/100 km) | Emission CO2/ (g/km) | Commercialisation. |
| Versions Essence            |             |                     |               |                                                        |                     |                         |                              |                   |             |                     |                    |                      |                    |
| 1.4 16v                     | 5 places    | K4J                 | 1390          | Injection électronique indirecte multipoints           | 98/6000             | 127/3750                | Manuel 5                     | 1.315             | 174         | 14"3                | 7,6                | 173                  | 05/2003-04/2009    |
| 1.6 16v                     | 5 places    | K4M                 | 1598          | Injection électronique indirecte multipoints           | 113/6000            | 152/4200                | Manuel 5                     | 1.320             | 185         | 12"5                | 7,5                | 182                  | 05/2003-04/2009    |
| 1.6 16v                     | 7 places    | K4M                 | 1598          | Injection électronique indirecte multipoints           | 113/6000            | 152/4200                | Manuel 5                     | 1.445             | 185         | 12"9                | 7,7                | 185                  | 04/2004-04/2009    |
| 1.6 16v                     | 5 places    | K4M                 | 1598          | Injection électronique indirecte multipoints           | 113/6000            | 152/4200                | Auto 4                       | 1.370             | 175         | 14"3                | 8,0                | 191                  | 06/2003-06/2006    |
| 2.0 16v                     | 5 places    | F4R                 | 1998          | Injection électronique indirecte multipoints           | 134/5500            | 191/3750                | Manuel 6                     | 1.400             | 195         | 10"3                | 8,5                | 192                  | 05/2003-11/2008    |
| 2.0 16v                     | 7 places    | F4R                 | 1998          | Injection électronique indirecte multipoints           | 134/5500            | 191/3750                | Manuel 6                     | 1.510             | 190         | 10"9                | 8,8                | 193                  | 04/2004-11/2008    |
| 2.0 16v                     | 5 places    | F4R                 | 1998          | Injection électronique indirecte multipoints           | 134/5500            | 191/3750                | Auto 4                       | 1.410             | 190         | 11"5                | 8,6                | 205                  | 06/2003-06/2006    |
| 2.0 16v Turbo               | 5 places    | F4R-T               | 1998          | Injection électronique indirecte, turbocompresseur     | 163/5500            | 270/3250                | Manuel 6                     | 1.425             | 210         | 8"6                 | 8,8                | 194                  | 12/2003-09/2006    |
| 2.0 16v Turbo               | 7 places    | F4R-T               | 1998          | Injection électronique indirecte, turbocompresseur     | 163/5500            | 270/3250                | Manuel 6                     | 1.535             | 206         | 9"6                 | 8,8                | 194                  | 12/2003-09/2006    |
| Version GPL                 |             |                     |               |                                                        |                     |                         |                              |                   |             |                     |                    |                      |                    |
| 1.6 16v GPL                 | 5 places    | K4M                 | 1598          | Injection électronique indirecte / GPL                 | 102/5750            | 145/3750                | Manuel 5                     | 1.370             | 175         | 13"5                | 9,8                | 151                  | 07/2005-08/2006    |
| Versions Diesel             |             |                     |               |                                                        |                     |                         |                              |                   |             |                     |                    |                      |                    |
| 1.5 dCi                     | 5 places    | K9K                 | 1461          | Turbodiesel common rail Injection électronique directe | 82/4000             | 185/2000                | Manuel 5                     | 1.340             | 165         | 15"7                | 5,3                | 135                  | 05/2003-04/2005    |
| 1.5 dCi                     | 5 places    | K9K                 | 1461          | Turbodiesel common rail Injection électronique directe | 86/3750             | 200/1900                | Manuel 5                     | 1.340             | 167         | 15"5                | 5,3                | 137                  | 05/2005-04/2009    |
| 1.5 dCi                     | 5 places    | K9K                 | 1461          | Turbodiesel common rail Injection électronique directe | 100/4000            | 200/1900                | Manuel 5                     | 1.340             | 172         | 14"1                | 5,3                | 135                  | 12/2003-07/2005    |
| 1.5 dCi                     | 7 places    | K9K                 | 1461          | Turbodiesel common rail Injection électronique directe | 100/4000            | 200/1900                | Manuel 5                     | 1.465             | 172         | 14"3                | 5,5                | 140                  | 12/2003-07/2005    |
| 1.5 dCi                     | 5 places    | K9K                 | 1461          | Turbodiesel common rail Injection électronique directe | 106/4000            | 240/2000                | Manuel 6                     | 1.340             | 178         | 13"4                | 5,4                | 138                  | 06/2005-04/2009    |
| 1.5 dCi                     | 7 places    | K9K                 | 1461          | Turbodiesel common rail Injection électronique directe | 106/4000            | 240/2000                | Manuel 6                     | 1.465             | 178         | 13"5                | 5,6                | 144                  | 06/2005-04/2009    |
| 1.9 dCi                     | 5 places    | F9Q                 | 1870          | Turbodiesel common rail Injection électronique directe | 120/4000            | 300/2000                | Manuel 6                     | 1.430             | 188         | 12"1                | 6,1                | 154                  | 05/2003-08/2005    |
| 1.9 dCi                     | 7 places    | F9Q                 | 1870          | Turbodiesel common rail Injection électronique directe | 120/4000            | 300/2000                | Manuel 6                     | 1.530             | 188         | 12"2                | 6,1                | 154                  | 04/2004-08/2005    |
| 1.9 dCi                     | 5 places    | F9Q                 | 1870          | Turbodiesel common rail Injection électronique directe | 130/4000            | 300/2000                | Manuel 6                     | 1.430             | 192         | 11"5                | 6,2                | 159                  | 09/2006-04/2009    |
| 1.9 dCi                     | 7 places    | F9Q                 | 1870          | Turbodiesel common rail Injection électronique directe | 130/4000            | 300/2000                | Manuel 6                     | 1.530             | 192         | 11"6                | 6,2                | 159                  | 09/2006-04/2009    |
| 2.0 dCi                     | 5 places    | M9R                 | 1995          | Turbodiesel common rail Injection électronique directe | 150/4000            | 340/2000                | Manuel 6                     | 1.465             | 204         | 9"4                 | 6,1                | 154                  | 09/2006-04/2009    |
| 2.0 dCi                     | 7 places    | M9R                 | 1995          | Turbodiesel common rail Injection électronique directe | 150/4000            | 340/2000                | Manuel 6                     | 1.530             | 204         | 9"7                 | 6,1                | 154                  | 09/2006-04/2009    |

### Défauts de fiabilité
Les moteurs développés par Renault au début des années 2000 connaissent plusieurs faiblesses mécaniques parfois sévères qui sont aussi dues à un mauvais choix du planning d'entretien fait par le constructeur (surtout vidange moteur). Ces problèmes sont bien connus de la marque puisqu'au printemps 2004 sont mises en place des mesures d'après-vente destinées à corriger ces défauts. Le moteur Renault 1.9 dCi type F9Q800 de 120 ch, notamment, est affecté de problèmes de fiabilité de son turbocompresseur pouvant entraîner la casse du moteur. Renault ne prend néanmoins en charge la réparation que si la voiture a moins de 150 000 km. Des modifications moteur à partir de la mi-2005 ont amélioré la fiabilité de ce dernier type F9Q812, qui reste tout de même exigeant sur l'entretien. Le moteur 1.5 dCi peut également être affecté des mêmes problèmes.

## Scénic Conquest
Le Renault Scénic Conquest est la relève du Scénic RX4, dont il reprend les allures de baroudeur. Le Scénic Conquest propose un design distinctif notamment marqué par des protections de carrosserie, une garde au sol réhaussée de 20mm . Il accueille de nouvelles grilles de calandre et d'entrée d'air, ainsi qu'un ski sous moteur de couleur chrome satiné. Les projecteurs se singularisent par un masque noir. Le profil de Scénic Conquest affiche également sa prédisposition aux escapades hors des routes avec de larges baguettes de protection de ceinture de caisse, des protecteurs de bavolets et de passages de roue noir graphite. Des barres de toit longitudinales chromées et noires habillent le pavillon et suggèrent le transport d'équipements de loisirs outdoor. Il ne bénéficie toutefois pas de quatre roues motrices.

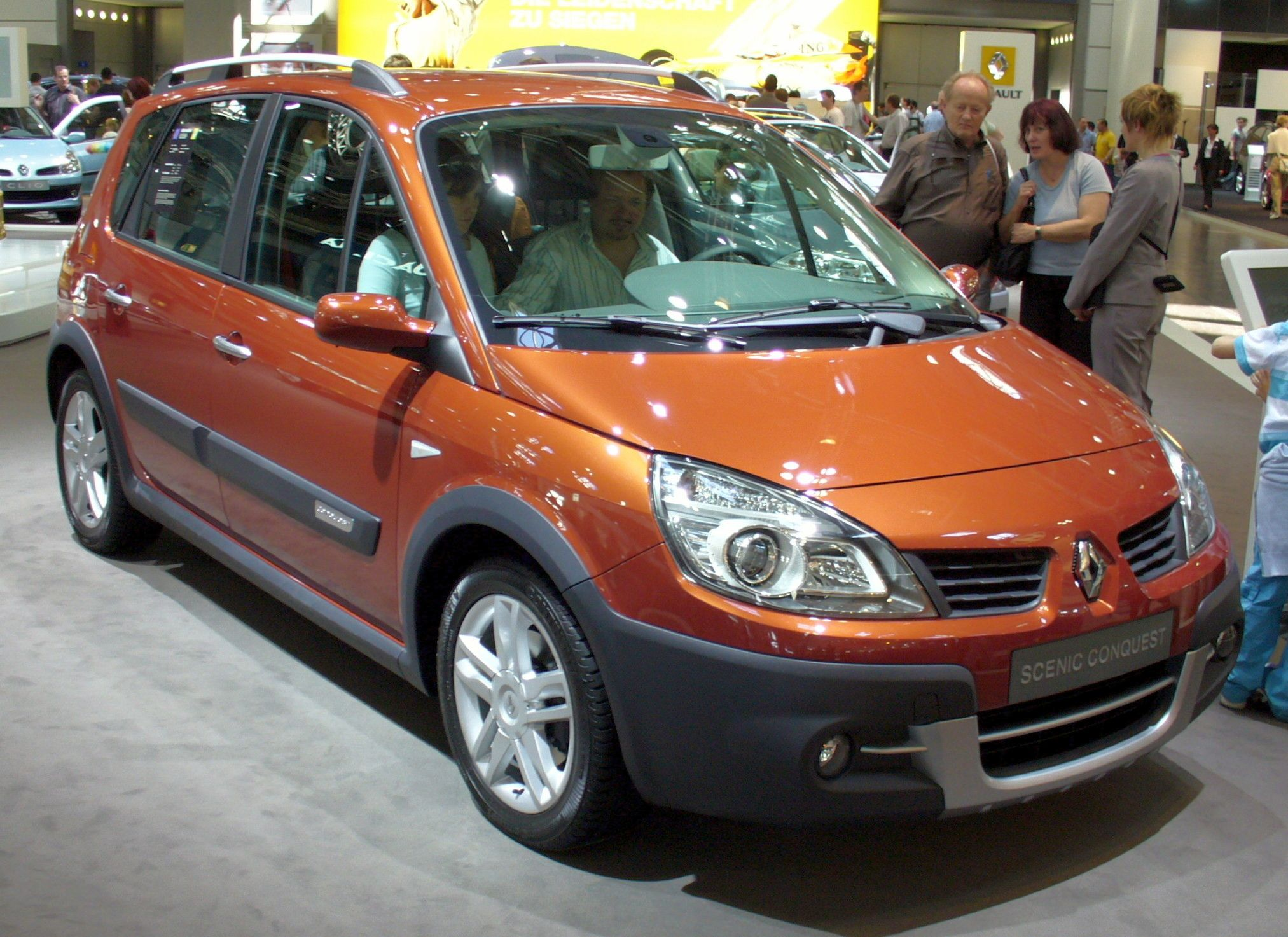
Renault Scénic Conquest